# Peter Brandes
Peter Brandes (født 5. marts 1944 i Assens, død 4. januar 2025) var en dansk maler, grafiker, billedhugger og fotograf.
Peter Brandes' billedkunst er abstrakt og ofte i brunlige farver. Han fik sit kunstneriske gennembrud i begyndelsen af 1980'erne på Galerie Moderne i Silkeborg.
Brandes er autodidakt, og hans kunst kredser ofte om temaer fra kristendommen og den antikke græske mytologi. En stor del af Brandes' keramik er også inspireret af antik græsk kunst og mytologi.
Brandes har illustreret en række bøger som Homers Illiade.
Brandes og 13 andre fotografer blev udpeget til at deltage i projektet Danmark under forvandling. Det blev til en bog og udstillinger i 2010.
Han har bl.a. udført Roskildekrukkerne, som blev opstillet på Hestetorvet i Roskilde i 1999.
Peter Brandes forsynede i 2010 Roskilde Domkirkes 'Kongeport' med bronzedøre.
Han blev i 1997 ridder af Dannebrog.
| - Udvalg af Peter Brandes' arbejder - Kongeporten i Roskilde domkirke. - Nærbillede - Glasmosaik i Vejleå Kirke - Krucifiks fra Gamtofte Kirke |